# Kibibyte
El kibibyte o kibiocteto (símbolos KiB o Kio) es una unidad de información utilizada como un múltiplo del byte. Equivale a 210 bytes.

## Visión general
El kibibyte está estrechamente relacionado con el kilobyte (símbolo kB). Kibibyte y kilobyte pueden ser sinónimos o no, depende en realidad del significado que se le dé a kilobyte, si como 1024 o como 1000 bytes; para este último caso:
- 1 kibibyte = 1024 B = 210 bytes.
- 1 kilobyte = 1000 B = 103 bytes.

En todo caso, tanto la definición técnica tradicional como la recogida en la RAE, un kilobyte son 1024 bytes, con lo que ambos términos, kibibyte y kilobyte, serían sinónimos.
El uso de estos términos intenta disipar una confusión muy común en torno a los medios de almacenamiento, provocado por el uso arbitrario de potencias de 10 en lugar de potencias de 2 en la industria, por parte de fabricantes de sistemas de almacenamiento. 
Los dos números están relativamente cercanos, pero el confundir uno con otro ha llevado ocasionalmente a problemas aún discutidos por la comunidad informática. (ver prefijo binario y prefijos del SI para más información).

## Historia
Su nombre proviene de la contracción de kilo binary byte.
La unidad fue definida por la Comisión Electrotécnica Internacional (CEI) en diciembre de 1998 y estableció el estándar de almacenamiento de 1024 bytes con la nomenclatura de KiB en vez de kB como era anteriormente y denominarlo kibibyte, para diferenciarlo del kilobyte, ya que se daba entonces a muchos errores entre ellos.
Forma parte de la norma ISO/IEC 80000-13, antiguamente IEC 60027-2 (Desde febrero del año 1999).